# Giulio Gavotti
Giulio Gavotti (ur. 17 października 1882 w Genui, zm. 6 października 1939 w Rzymie) – włoski pilot i inżynier, jeden z pionierów włoskiego lotnictwa.
Ukończył studia inżynierskie w Bolonii w 1906 roku, a rok później specjalizację z górnictwa w Liège. W 1909 roku został wcielony do korpusu kadetów w 5 Pułku Inżynieryjnym. 13 stycznia 1910 roku przeniesiony do Brygady Inżynieryjnej stacjonującej w Rzymie i 13 lutego zaprzysiężony jako oficer. W 1910 roku uzyskał licencję pilota. We wrześniu 1911 roku wziął udział w rajdzie Rimini-Bolonia-Wenecja, w którym zajął drugie miejsce. Następnie walczył w wojnie przeciw imperium osmańskiemu i 1 listopada 1911 roku zrzucił z kokpitu samolotu trzy bomby na obóz tureckiej armii w libijskiej oazie Ain Zara. Była to pierwsza akcja bombardowania prowadzona z pokładu samolotu. Z tę i inne akcje został odznaczony srebrnym medalem za waleczność. 1 lipca 1912 roku, jako inżynier w batalionie lotniczym z Turynu, został instruktorem początkujących pilotów. Pozostał na tym stanowisku do 1917 roku, kiedy został mianowany szefem jednej z komisji lotów testowych w siłach powietrznych. W 1923 roku wstąpił do Commissariato dell’Aeronautica jako inspektor ds. umów sprzedaży nadwyżki sprzętu wojskowego. 1 listopada 1923 roku został mianowany szefem Genio Aeronautico (GARI) w nowo utworzonej Regia Aeronautica. Odszedł na emeryturę w stopniu pułkownika. W grudniu 1929 roku został mianowany dyrektorem zarządzającym kontroli lotów S.A.M. i pełnił tę funkcję do 1931 roku. Następnie zajął się działalnością biznesową.